# Ryōta Suzuki
Ryōta Suzuki (jap. 鈴木 崚汰 Suzuki Ryōta; ur. 22 grudnia 1998 w prefekturze Aichi) – japoński seiyū, pracujący dla agencji TMS Music. Znany jest głównie z roli Yu Ishigamiego w anime Miłość to wojna.

## Filmografia

### Seriale anime
2017
- Ōsama Game The Animation – Teruaki Nagata[2]
- Children of the Whales – Jiki
- Yōkoso jitsuryoku shijō shugi no kyōshitsu e – Akito Miyake
- Net-juu no susume – Hayashi[3]
- Yu-Gi-Oh! VRAINS – Jin Kusanagi, Makoto Kimishima, Yoroizaka

2018
- Doreiku – Yūga Ohta[4]
- FLCL Alternative – Aida[5]
- Tsurune – Ryōhei Yamanouchi[6]

2019
- Kaguya-sama wa kokurasetai: tensai-tachi no ren’ai zunōsen – Yū Ishigami[7]
- Shōmetsu toshi – Yūji[8]
- Nande koko ni sensei ga!? – Ichirō Satō[9]

2020
- Number24 – Seiichirō Jingyōji[10]
- Kaguya-sama wa kokurasetai? Tensai-tachi no renai zunōsen – Yū Ishigami[11]
- King’s Raid: Ishi wo tsugumono-tachi – Rihito[12]
- Magatsu Wahrheit -Zuerst- – Klaus[13]
- Boruto: Naruto Next Generations – Arai

2021
- Kyōkyoku shinka shita Full Dive RPG ga genjitsu yorimo kuso-ge dattara – Granada
- Bishōnen tanteidan – Yokuya Kinshiro
- Kaizoku ōjo – Yukimaru[14]
- Shin no nakama ja nai to yūsha no Party wo oidasareta node, henkyō de Slow Life suru koto ni shimashita – Red[15]

2022
- Hakozume: Kōban joshi no gyakushū – Seiji Minamoto[16]
- Sabikui Bisco – Bisco Akaboshi[17]
- Kaguya-sama wa kokurasetai: Ultra Romantic – Yū Ishigami[18]
- Dr. Stone: Ryusui – Ryusui Nanami[19]
- Yōkoso jitsuryoku shijō shugi no kyōshitsu e 2 – Akito Miyake
- Shoot! Goal to the Future – Ryūji Amagai[20]
- Human Bug daigaku – Takao Rukawa[21]
- Blue Lock – Junichi Wanima, Keisuke Wanima[22]

2023
- My Hero Academia 6 – Bruce[23]
- Opus Colors – Mashu Kirinoe[24]
- Beyblade X – King Manju[25]

2024
- Yūki bakuhatsu Bang Bravern – Isami Ao[26]
- Shin no nakama ja nai to yūsha no Party wo oidasareta node, henkyō de Slow Life suru koto ni shimashita 2 – Red[27]
- Sanjūsai made dōtei da to hahōtsukai ni nareru rashii – Yūichi Kurosawa[28]
- Nozomanu fushi no bōkensha – Rentt Faina[29]
- Wind Breaker – Tōma Hiragi[30]

### Filmy anime
2020
- Kyochū rettō – Satoshi Oda

2022
- Gekijōban Tsurune: Tsunagari no issha – Ryōhei Yamanouchi
- Kaguya-sama wa kokurasetai: First Kiss wa owaranai – Yū Ishigami[31]

### Gry wideo
2016
- MapleStory – Aran

2018
- WarioWare Gold – Young Cricket, Mike

2019
- Fate/Grand Order – Asclepius
- Hero’s Park – Takamizu Hayato

2020
- Disney: Twisted-Wonderland – Trey Clover

2021
- Alchemy Stars – White Dwarf

2022
- Another Eden – Dewey (Alter)
- Path to Nowhere – Mr.Fox

2023
- Loop8: Summer of Gods – Saru[32]